# Darkchild
Darkchild, pseudonimo di Rodney Jerkins (Pleasantville, 29 luglio 1977), è un produttore discografico statunitense di musica R&B.
Ha prodotto anche tracce hip hop, pop, rock e gospel.
Insieme al suo team di lavoro composto dal fratello Fred Jerkins III e il cantautore LaShawn Daniels ha creato alcuni dei singoli R&B più famosi della seconda metà degli anni novanta e degli anni 2000. Ha lavorato con i più importanti cantanti del mondo musicale, tra cui Michael Jackson, Mariah Carey, Whitney Houston, Anastacia, Rihanna, Britney Spears, Mary J. Blige, Aaliyah, Lady Gaga, Brandy, Jennifer Lopez, Monica, Janet Jackson, Destiny's Child, TLC e Spice Girls. Le sue produzioni musicali sono entrate nelle classifiche di tutto il mondo, rendendolo uno dei produttori più richiesti della musica contemporanea.

## Biografia
Rodney Jerkins è nato a Pleasantville in New Jersey da una famiglia religiosa: il padre era pastore e la madre direttrice del coro della parrocchia. Fin da piccolo prende lezioni di piano e di musica classica, e già a 15 anni decide di intraprendere una carriera di produttore musicale. Durante l'adolescenza compone un album gospel insieme al fratello Fred, On the Move, e i suoi demo catturano l'attenzione di Teddy Riley, il quale lo introduce nell'industria della musica.

### Prime produzioni (1994-1997)
Il debutto ufficiale di Rodney come produttore avviene nel 1994 con due tracce presenti nell'album di debutto dell'artista R&B Casserine, e da lì contribuisce alle produzioni di canzoni per Pure Soul, Men of Vizion & Wreckx-N-Effect tra il 1995 e il 1996. 
Nel 1996 produce un pezzo per il secondo album di Aaliyah, One in a Million, oltre a un remix della title track per la stessa artista, ma il primo importante lavoro arriva nel 1997, quando gli viene affidata gran parte della produzione del terzo album di Mary J. Blige, Share My World, che vende 4 milioni di copie solo negli Stati Uniti. Tra le tracce prodotte c'è anche I Can Love You, che entrò nella top40 arrivando fino alla posizione numero due delle classifiche R&B.

### Successo Internazionale (1998-2001)
Dopo i primi lavori di rilievo, Rodney fa conoscenza con l'allora giovanissima cantante R&B Brandy, e produce quasi interamente il suo secondo album, Never Say Never, pubblicato nel 1998. Il primo singolo tratto dal disco, The Boy Is Mine, un duetto con Monica, diventa un successo immediato: arriva al numero 1 della Billboard Hot 100 e nelle classifiche R&B, oltre che in molti altri paesi tra cui Canada, Nuova Zelanda e Paesi Bassi; è solo l'inizio di una serie di numeri 1 e hit internazionali che portano la firma del produttore. Da qui in poi l'artista, ormai noto a tutti con il soprannome"Darkchild", inizia a diventare uno dei produttori più richiesti. Dopo aver prodotto anche la sua seconda numero 1 Stati Uniti, Angel of Mine per Monica, Darkchild acquista sempre più fama: nel 1999 lavora al grande ritorno di Whitney Houston, My Love Is Your Love, di cui produce il singolo apripista It's Not Right but It's Okay (quarta posizione negli Stati Uniti), e all'album di debutto dell'attrice Jennifer Lopez. If You Had My Love, il primo singolo tratto da On The 6, primo disco dell'artista di origini portoricane, diventa il secondo grande successo internazionale curato da Darkchild e dai suoi collaboratori Fred Jerkins III e LaShawn Daniels dopo l'exploit di The Boy Is Mine: il singolo arriva al numero 1 sempre negli Stati Uniti oltre che in Canada, Australia, Nuova Zelanda e Paesi Bassi, e ha successo in tutto il mondo.
A questo punto l'ascesa del produttore è inarrestabile e nel 2000 colleziona il suo quarto numero 1 americano con Say My Name delle Destiny's Child, terzo singolo dal loro album multiplatino The Writing's on the Wall. Nello stesso anno un'altra traccia prodotta da Darkchild ha successo in tutto il mondo, ovvero He Wasn't Man Enough di Toni Braxton, che arriva al numero 1 nelle classifiche R&B e al numero due in quelle pop.
Darkchild inizia anche ad abbattere i confini del R&B, producendo  nel 2001 quasi tutti i pezzi per il terzo album delle Spice Girls "Forever", ormai rimaste in quattro, tra cui la loro nona numero 1 nel Regno Unito, Holler/Let Love Lead The Way.
Durante il 2001 viene contattato per produrre dei pezzi per il re del pop Michael Jackson, tra cui la top10 You Rock My World, inclusa nell'album Invincible.

### Produzioni successive (2001-2007)
Collabora nel 2001 per Britney Spears per alcune canzoni come Overprotected (Darkchild Remix) e I Love Rock 'n' Roll per il suo terzo album Britney.
Anche il terzo lavoro di Brandy, Full Moon, è prodotto interamente da Darkchild, e al produttore viene successivamente affidata anche la produzione di alcuni pezzi da inserire nella colonna sonora del film Honey, con Jessica Alba, tra cui il singolo I'm Good delle Blaque.
Nel 2004 lavora di nuovo con le Destiny's Child, stavolta per diverse canzoni però, e produce altri due singoli di grande successo tratti dal loro quarto album, Destiny Fulfilled: l'apripista Lose My Breath e il singolo di chiusura Cater 2 U. Negli anni a seguire il produttore continua a mietere successi come One Wish di Ray J (fratello di Brandy) e Déjà vu di Beyoncé, e lavora per Ciara, Tamia, Keyshia Cole e l'esordiente Shareefa, di cui produce il primo album nel 2006.
Dal 2004 è sposato alla cantante portoricana Joy Enriquez, e negli ultimi anni la musica R&B (e non solo) è stata grandemente influenzata dai lavori di Darkchild.